# Gymnelia scitillans
Gymnelia scitillans là một loài bướm đêm thuộc phân họ Arctiinae, họ Erebidae.